# Petrus Johannes Schotel
Petrus Johannes Schotel (* 19. August 1808 in Dordrecht; † 23. Juli 1865 in Dresden) war ein niederländischer Maler, der sich wie sein Vater Johannes Christiaan Schotel insbesondere der Marinemalerei widmete. Gemälde von ihm sind unter anderem im Rijksmuseum Amsterdam und in der Südafrikanischen Nationalgalerie ausgestellt.

## Leben
Petrus Johannes Schotel wurde 1808 in Dordrecht geboren und erlernte die Malerei bei seinem Vater Johannes Christiaan Schotel, der ebenfalls vor allem durch Seefahrts- und Schiffsdarstellungen zu Ansehen gelangt war. In den Jahren von 1827 bis 1829 sowie 1835 unternahm er Reisen nach Frankreich, Deutschland und Belgien, in deren Ergebnis seine nachfolgenden Werke durch wärmere Farben geprägt waren.
Von 1830 bis 1848 unterrichtete er als Professor am Königlichen Marine-Institut der Niederlande (Koninklijk Instituut voor de Marine) in Medemblik. 1856 ließ er sich in Düsseldorf nieder, von 1858 bis 1863 gehörte er dem Düsseldorfer Künstlerverein Malkasten an. Im Jahr 1860 zog er nach Dresden, wo er 1865 starb.

## Wirken
Die Gemälde von Petrus Johannes Schotel sind durch eine Betonung der dramatischen Elemente der Seefahrt geprägt, darüber hinaus widmete er sich der Darstellung historischer Seeschlachten. Er galt als Experte für technische und historische Details bei Schiffsdarstellungen und wurde in seinem Stil durch seinen Vater beeinflusst.
Werke von ihm befinden sich unter anderem im Rijksmuseum Amsterdam und in der Südafrikanischen Nationalgalerie. Darüber hinaus illustrierte er mit einer Serie von 45 Lithografien unter dem Titel „Heldendaden der Nederlanders ter zee“ das von Johannes Cornelis de Jonge zwischen 1833 und 1848 herausgegebene Werk „Geschiedenis van het Nederlandsche Zeewesen“ zur Geschichte der niederländischen Seefahrt vom 12. bis zum 19. Jahrhundert.

## Galerie

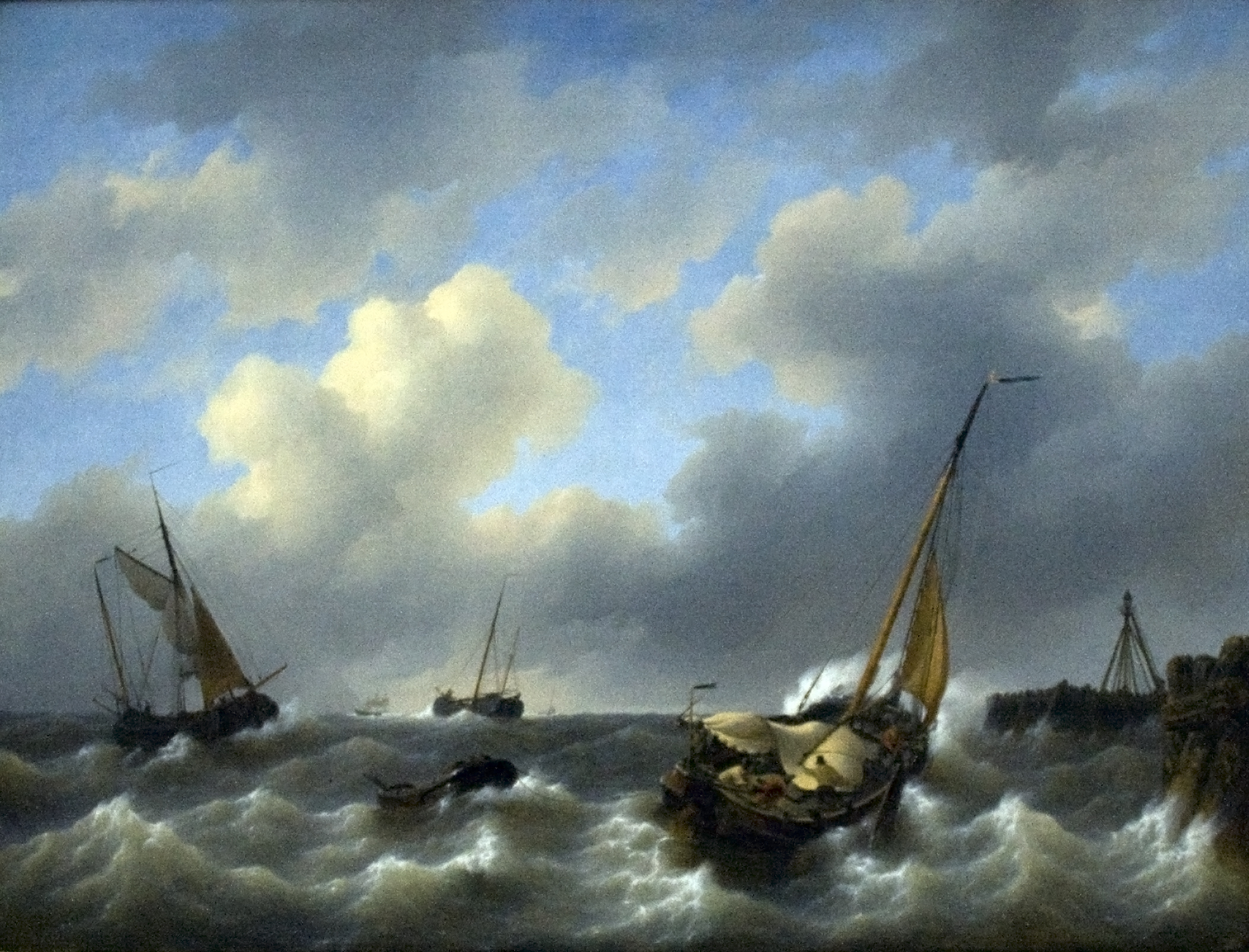
Storm on the Zuiderzee off Medemblik. Öl auf Leinwand (1840). Haarlem, Teylers Museum.
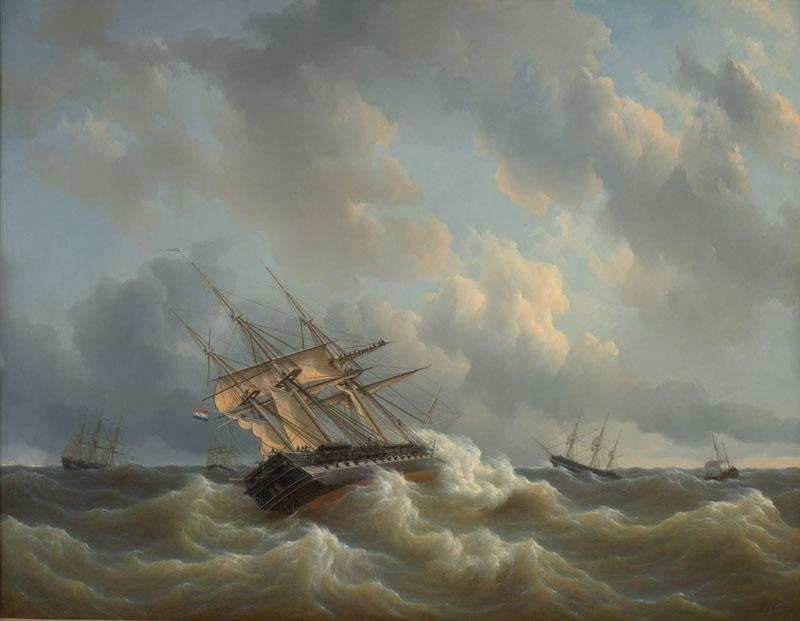
The Squadron of HRH Prince William Frederick Henry of the Netherlands in the English Channel in bad Weather. Öl auf Leinwand (1843), Amsterdam, Scheepvaartmuseum (114 × 147,5 cm)
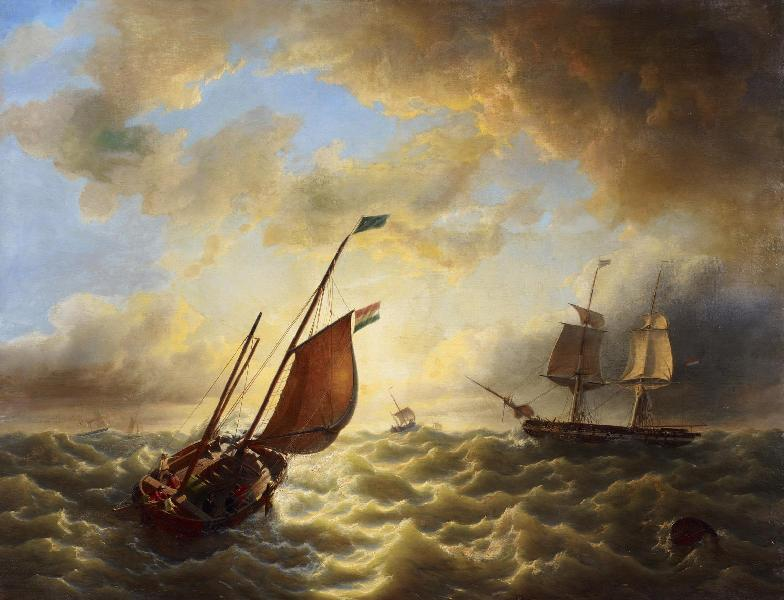
Segler in stürmischer See vor der holländischen Küste. Öl auf Leinwand. (114 × 151 cm)
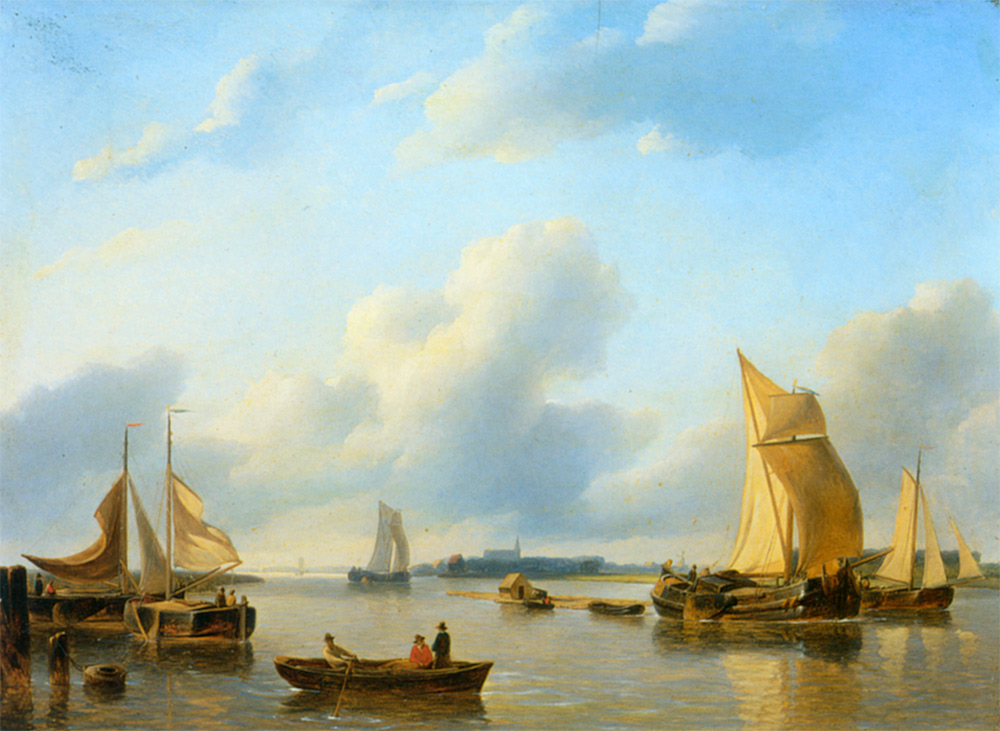
A River Landscape with Sailing Vessels. Öl auf Holz, Amsterdam, Scheepvaartmuseum (26,5 × 36 cm)